# MPEG-1
MPEG-1 este un standard lossy (cu pierdere de date) pentru compresie audio și video publicat în anul 1992 ca ISO/IEC 11172 de către MPEG (Moving Picture Experts Group).
MPEG-1  a apărut din nevoia unui format comun pentru formatele video și audio comprimate pe medii de stocare ca discuri optice și magnetice. Codarea se face pentru o viteză maximă de 1,5 Mbit/s care corespunde la rata de transfer a unui CD-ROM.
Fișierele în format MPEG-1 sunt .mpe, .mpg, .mpeg, .mp3. etc
Standardul MPEG-1 este format din cinci părți: 
- Partea 1: Sistem (stocare și sincronizare video, audio, alte date)
- Partea 2: Video (conținut video comprimat)
- Partea 3: Audio (conținut audio comprimat); este formată din trei niveluri (levels)
- Partea 4: Efectuarea testelor de conformitate (testarea corectitudinii de implementare a standardului)
- Partea 5: Software de referință (software care arată cum se face codificarea și decodificarea în conformitate cu standardul) [2]

## Componenta video
Partea a 2-a MPEG-1 este definită prin ISO/IEC 11172-2. MPEG-1 video este un format utilizat pe scară largă pentru stocarea video și reluarea pe PC-uri, transfer de fișiere video de pe Internet, etc. 
MPEG-1 video se folosește pentru a comprima imagini video cu rezoluții de 352 x 240 la 30 imagini pe secundă (30Hz) în NTSC  sau 352 x 288 la 25 imagini pe secundă (25Hz) în PAL/SECAM,

## Componenta audio
Partea a 3-a MPEG-1, este definită de ISO/IEC 11172-3 și este alcătuită din 3 nivele (levels):
- MPEG-1 Audio Layer 1 (MP1), folosește o rată de 192 kbiți/s
- MPEG-1 Audio Layer 2 (MP2), utilizat pentru rate de 128 kbiți/s
- MPEG-1 Audio Layer 3 (MP3), folosește rate de 64 kbiți/s.

Au fost specificate 14 feluri de rate de bit de la 32 kbiți/s pînă la 448 kbiți/s,  pentru Layer 1 pînă la Layer 3. 
MPEG-1 a devenit cel mai compatibil format lossy audio/video, și a fost utilizat pe scară largă într-un număr mare de produse și tehnologii: Libavcodec, Mjpegtools, TooLAME, LAME, Musepack.
Extensia standardului MPEG-1 este MPEG-2 pentru sisteme multicanal și reducerea ratei de bit, care a fost publicat ca standard în 1995.